# Magique
Magique fou la mascota olímpica oficial dels Jocs Olímpics d'Hivern de 1992 realitzats a Albertville (Savoia, França).
Inicialment s'escollí una cabra anomenada "Chamois" com a mascota per als Jocs d'Albertville, però no agradà al Comitè Organitzador. Philippe Mairesse dissenyà llavors un gnom, follet de les neus o elf en forma d'estrella que anomenà "Magique".